# Jagoba Arrasate
Jagoba Arrasate Elustondo (Berriatua, 22 aprile 1978) è un allenatore di calcio ed ex calciatore spagnolo, di ruolo attaccante, tecnico del Maiorca e della Selezione dei Paesi Baschi.

## Carriera

### Giocatore
Arrasate gioca nell'Eibar B, Lemona, Beasain, Elgoibar, Portugalete e Amorebieta senza mai arrivare ad alti livelli come calciatore e si ritira all'età di 29 anni.

### Allenatore
Diventa subito allenatore di squadre minori e nel 2010 torna alla Real Sociedad, squadra dove è cresciuto calcisticamente e qui allena due anni nelle giovanili.
Nella stagione 2012-2013 è l'assistente tecnico dell'allenatore della prima squadra Philippe Montanier e la squadra raggiungerà il quarto posto qualificandosi per il preliminare di Champions League.
Per la stagione 2013-2014 Montanier non rinnova il proprio contratto e così Arrasate viene promosso ad allenatore della prima squadra basca.
Il 2 novembre 2014 viene ufficialmente esonerato dalla Real Sociedad.
Il 14 giugno 2015 viene nominato nuovo allenatore del Numancia.
Nel 2018 prende le redini dell'Osasuna in Segunda División, che riesce a riportare immediatamente in Primera División in virtù del primo posto ottenuto in classifica. Resta alla guida del club di Pamplona per altri 5 anni, riuscendo a farlo permanere sempre in massima serie; inoltre, nella stagione 22-23 arriva anche in finale di Coppa del Re, venendo però sconfitto dal Real Madrid, e, grazie al 7º posto in campionato, riesce ad ottenere un posto per i preliminari della Conference League 23-24. A marzo 2024 comunica che lascerà l'Osasuna alla fine della stagione.
A giugno 2024 viene annunciato che sarà il nuovo tecnico del Maiorca.

## Statistiche

### Statistiche da allenatore
Statistiche aggiornate al 1º gennaio 2025.
| Stagione             | Squadra              | Campionato           | Campionato | Campionato | Campionato | Campionato | Coppe nazionali | Coppe nazionali | Coppe nazionali | Coppe nazionali | Coppe nazionali | Coppe continentali | Coppe continentali | Coppe continentali | Coppe continentali | Coppe continentali | Altre coppe | Altre coppe | Altre coppe | Altre coppe | Altre coppe | Totale | Totale | Totale | Totale | % Vittorie | Piazzamento |
| Stagione             | Squadra              | Comp                 | G          | V          | N          | P          | Comp            | G               | V               | N               | P               | Comp               | G                  | V                  | N                  | P                  | Comp        | G           | V           | N           | P           | G      | V      | N      | P      | %          | Piazzamento |
| -------------------- | -------------------- | -------------------- | ---------- | ---------- | ---------- | ---------- | --------------- | --------------- | --------------- | --------------- | --------------- | ------------------ | ------------------ | ------------------ | ------------------ | ------------------ | ----------- | ----------- | ----------- | ----------- | ----------- | ------ | ------ | ------ | ------ | ---------- | ----------- |
| 2013-2014            | Real Sociedad        | PD                   | 38         | 16         | 11         | 11         | CR              | 8               | 4               | 3               | 1               | UCL                | 8                  | 2                  | 1                  | 5                  | -           | -           | -           | -           | -           | 54     | 22     | 15     | 17     | 40,74      | 7º          |
| ago.-nov. 2014       | Real Sociedad        | PD                   | 10         | 1          | 3          | 6          | CR              | 0               | 0               | 0               | 0               | UEL                | 4                  | 3                  | 0                  | 1                  | -           | -           | -           | -           | -           | 14     | 4      | 3      | 7      | 28,57      | Eson.       |
| Totale Real Sociedad | Totale Real Sociedad | Totale Real Sociedad | 48         | 17         | 14         | 17         |                 | 8               | 4               | 3               | 1               |                    | 12                 | 5                  | 1                  | 6                  |             | -           | -           | -           | -           | 68     | 26     | 18     | 24     | 38,24      |             |
| 2015-2016            | Numancia             | SD                   | 42         | 13         | 18         | 11         | CR              | 1               | 0               | 0               | 1               | -                  | -                  | -                  | -                  | -                  | -           | -           | -           | -           | -           | 43     | 13     | 18     | 12     | 30,23      | 10º         |
| 2016-2017            | Numancia             | SD                   | 42         | 11         | 17         | 14         | CR              | 1               | 0               | 0               | 1               | -                  | -                  | -                  | -                  | -                  | -           | -           | -           | -           | -           | 43     | 11     | 17     | 15     | 25,58      | 17º         |
| 2017-2018            | Numancia             | SD                   | 42+4       | 18+1       | 11+2       | 13+1       | CR              | 6               | 2               | 3               | 1               | -                  | -                  | -                  | -                  | -                  | -           | -           | -           | -           | -           | 52     | 21     | 16     | 15     | 40,38      | 6º          |
| Totale Numancia      | Totale Numancia      | Totale Numancia      | 126+4      | 42+1       | 46+2       | 38+1       |                 | 8               | 2               | 3               | 3               |                    | -                  | -                  | -                  | -                  |             | -           | -           | -           | -           | 138    | 45     | 51     | 42     | 32,61      |             |
| 2018-2019            | Osasuna              | SD                   | 42         | 26         | 9          | 7          | CR              | 1               | 0               | 0               | 1               | -                  | -                  | -                  | -                  | -                  | -           | -           | -           | -           | -           | 43     | 26     | 9      | 8      | 60,47      | 1º (prom.)  |
| 2019-2020            | Osasuna              | PD                   | 38         | 13         | 13         | 12         | CR              | 4               | 3               | 0               | 1               | -                  | -                  | -                  | -                  | -                  | -           | -           | -           | -           | -           | 42     | 16     | 13     | 13     | 38,10      | 10º         |
| 2020-2021            | Osasuna              | PD                   | 38         | 11         | 11         | 16         | CR              | 4               | 3               | 0               | 1               | -                  | -                  | -                  | -                  | -                  | -           | -           | -           | -           | -           | 42     | 14     | 12     | 16     | 33,33      | 11º         |
| 2021-2022            | Osasuna              | PD                   | 38         | 12         | 11         | 15         | CR              | 3               | 2               | 0               | 1               | -                  | -                  | -                  | -                  | -                  | -           | -           | -           | -           | -           | 41     | 14     | 11     | 16     | 34,15      | 10º         |
| 2022-2023            | Osasuna              | PD                   | 38         | 15         | 8          | 15         | CR              | 8               | 6               | 1               | 1               | -                  | -                  | -                  | -                  | -                  | -           | -           | -           | -           | -           | 46     | 20     | 10     | 16     | 43,48      | 7º          |
| 2023-2024            | Osasuna              | PD                   | 38         | 12         | 9          | 17         | CR              | 2               | 1               | 0               | 1               | UECL               | 2                  | 0                  | 1                  | 1                  | SS          | 1           | 0           | 0           | 1           | 43     | 13     | 10     | 20     | 30,23      | 11º         |
| Totale Osasuna       | Totale Osasuna       | Totale Osasuna       | 232        | 89         | 61         | 82         |                 | 22              | 15              | 1               | 6               |                    | 2                  | 0                  | 1                  | 1                  |             | 1           | 0           | 0           | 1           | 257    | 104    | 63     | 89     | 40,47      |             |
| 2024-2025            | Maiorca              | PD                   | 38         | 13         | 9          | 16         | CR              | 1               | 0               | 0               | 1               | -                  | -                  | -                  | -                  | -                  | SS          | 1           | 0           | 0           | 1           | 40     | 13     | 9      | 18     | 32,50      | 10º         |
| Totale carriera      | Totale carriera      | Totale carriera      | 448        | 162        | 132        | 154        |                 | 39              | 21              | 7               | 11              |                    | 14                 | 5                  | 2                  | 7                  |             | 2           | 0           | 0           | 2           | 503    | 188    | 141    | 174    | 37,38      |             |

## Palmarès

### Giocatore

#### Competizioni nazionali
- Tercera División: 1

Lemona: 2001-2002 (Gruppo 4)

### Allenatore

#### Competizioni nazionali
- Segunda División: 1

Osasuna: 2018-2019